# Giovanni Battista de Pergen
Johann Baptist Joseph Graf von Pergen, italianizzato in Giovanni Battista Giuseppe de' conti di Pergen o semplicemente Giovanni Battista de Pergen (Vienna, 16 aprile 1720 – Mantova, 12 novembre 1807), è stato un vescovo cattolico e nobile austriaco.

## Biografia
Nacque a Vienna il 16 aprile 1720 dal conte Johann Ferdinand Wilhelm von Pergen e dalla baronessa Maria Elisabeth Orlick von Lazizka. Era fratello maggiore dello statista Johann Anton von Pergen.
Indirizzato alla carriera ecclesiastica, iniziò i suoi studi di filosofia e teologia nella capitale austriaca, dove fu nominato canonico e prebendario della cattedrale di Olomouc, per poi trasferirsi a Roma, dove frequentò il Collegio Germanico per poi conseguire il dottorato in teologia presso l'Università La Sapienza nel 1740. Al termine dei suoi studi rimase nell'Urbe, dove fu ordinato sacerdote il 17 marzo 1743. Fu nominato uditore delle cause del Palazzo apostolico e nel 1764 divenne revisore dei conti e uditore per la nazione germanica per conto della Sacra Rota.
Nel 1770 fu scelto come nuovo vescovo di Mantova dall'imperatrice Maria Teresa d'Austria, che gli concesse anche il titolo di principe del Sacro Romano Impero. La nomina fu confermata da papa Clemente XIV, che elevò inoltre il Pergen a prelato domestico di Sua Santità. Fu consacrato vescovo il 4 marzo 1770 dal cardinale Enrico Benedetto Stuart. Durante il suo mandato mantovano fu un aperto sostenitore dell'opera riformatrice dell'imperatore Giuseppe II, accompagnando spesso i decreti imperiali di quest'ultimo con proprie lettere pastorali che invitavano la popolazione a obbedire alle nuove leggi, anche quando papa Pio VI stesso cercò di intervenire per convincere l'imperatore ad abolirle.
Morì nella sua diocesi il 12 novembre 1807, all'età di 87 anni, e fu seppellito nel duomo della città.

## Genealogia episcopale
La genealogia episcopale è:
- Cardinale Scipione Rebiba
- Cardinale Giulio Antonio Santori
- Cardinale Girolamo Bernerio, O.P.
- Arcivescovo Galeazzo Sanvitale
- Cardinale Ludovico Ludovisi
- Cardinale Luigi Caetani
- Cardinale Ulderico Carpegna
- Cardinale Paluzzo Paluzzi Altieri degli Albertoni
- Papa Benedetto XIII
- Papa Benedetto XIV
- Papa Clemente XIII
- Cardinale Enrico Benedetto Stuart
- Vescovo Giovanni Battista von Pergen